# Justin Hawkins

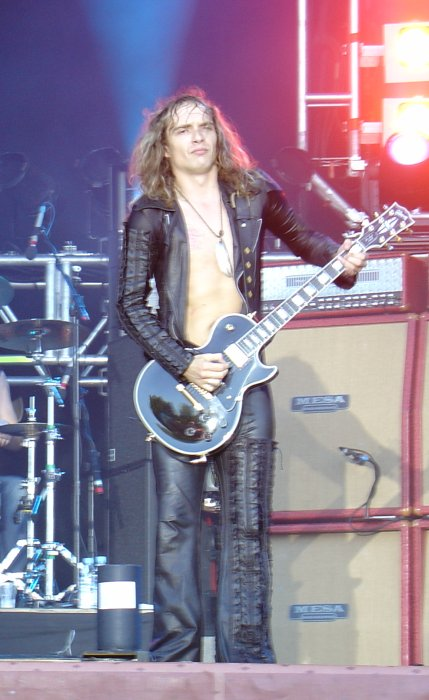
Justin Hawkins, 2004

Justin David Hawkins (* 17. März 1975 in Chertsey, Surrey, England) ist ein englischer Musiker, Sänger und Songwriter.

## Karriere
Hawkins wurde als Sänger und Lead-Gitarrist der Band The Darkness bekannt, die er zusammen mit seinem Bruder Dan Hawkins gründete. Seit 2005 betreibt er zudem sein Soloprojekt British Whale. Hawkins singt bei The Darkness mit einer markanten Falsettstimme über an den Glam Rock und Hard Rock der 1970er und 1980er angelehnte Musik. 2006 verließ er die Band, Grund dafür war u. a. seine langjährige Drogenabhängigkeit. Seit 2011 ist Hawkins wieder mit The Darkness aktiv.
Hawkins nahm im Januar 2020 als Chameleon an der ersten Staffel der britischen Version von The Masked Singer teil, in der er den zehnten von zwölf Plätzen erreichte.

## Werke
2009 brachte er mit seiner neuen Glam-Rock-Band Hot Leg das Album Red Light Fever heraus. Zuletzt war er auch am Album Hang Cool Teddy Bear von Meat Loaf beteiligt, für das er zwei Stücke mitschrieb sowie Gitarre und Hintergrundgesang bei jeweils einem dieser beiden Stücke übernahm.
Außerdem übernahm Hawkins eine Strophe und Hintergrundgesang bei dem Song "Party all day (F**k all night)" der Band Steel Panther auf deren Album "Feel the Steel"(2009).